# Musée Schnütgen
Le musée Schnütgen (Museum Schnütgen en allemand), situé à Cologne en Allemagne, est consacré à l'art religieux chrétien, principalement médiéval, mais certaines parties de la collection, telles que ses textiles et ses gravures, s'étendent de l'antiquité à la période moderne.
En 1906, la collection d'Alexander Schnütgen (de), un prêtre catholique et théologien, est offerte à la ville, et la collection continue à s'enrichir, de sorte que jusqu'à l'ouverture d'un nouveau bâtiment en 2010, seulement 10% environ de ses 13 000 objets pouvaient être exposés. Aujourd'hui, quelque 2 000 objets sont exposés dans une galerie de 1 900 m², avec 1 300 m² supplémentaires pour des expositions spéciales.
Depuis 1956, le musée occupe la grande église romane Sainte-Cécile, fondée en 881 pour les nobles chanoines, dont le bâtiment actuel date de 1130–60 et comporte des peintures murales d'environ 1300. Une annexe construite par l'architecte Karl Band a été ajoutée dans les années 1950, et de nouveaux bâtiments (Kulturquartier, « quartier de la culture ») ont ouvert en 2010. Les points forts de la collection comprennent un tympan roman de Sainte-Cécile elle-même, plusieurs grands crucifix en bois, y compris la croix de Saint-Georges du XIe siècle, ainsi qu'une grande collection de bronze ancien, y compris le seul autre travail généralement attribué à Renier de Huy à part ses fonts baptismaux liégeois. Le musée possède un évangéliaire carolingien tardif de 860 à 880 et une seule feuille du psautier de Saint-Alban. Le Peigne de St Heribert est un peigne liturgique en ivoire du IXe siècle, et le Harrach Diptych un ivoire carolingien d'environ 810 (prêté par la collection Ludwig). Le musée fait une large part aux ivoires, vitraux, textiles, y compris les vêtements, aux ferronneries et aux peintures.

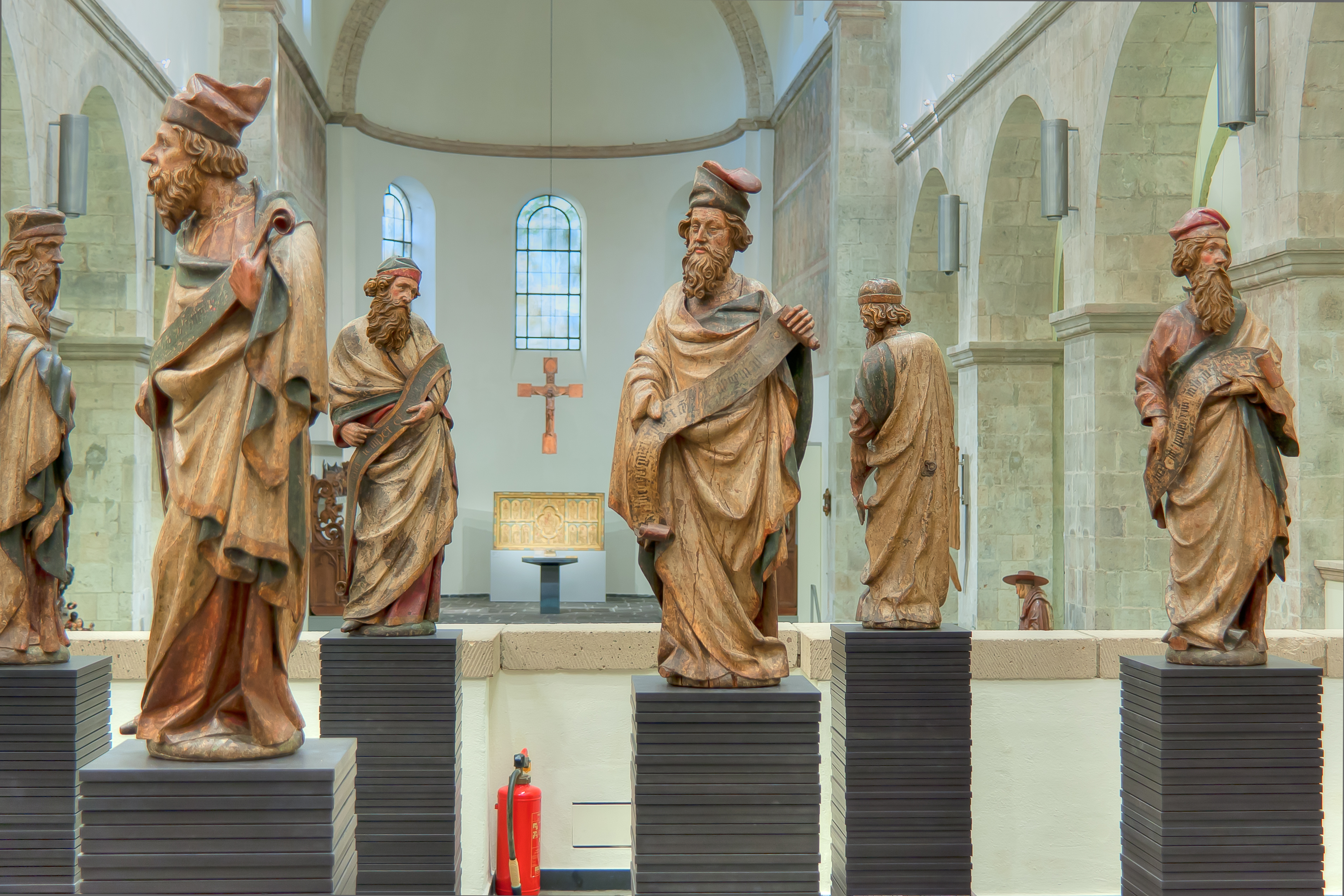
Sculptures dans le musée.
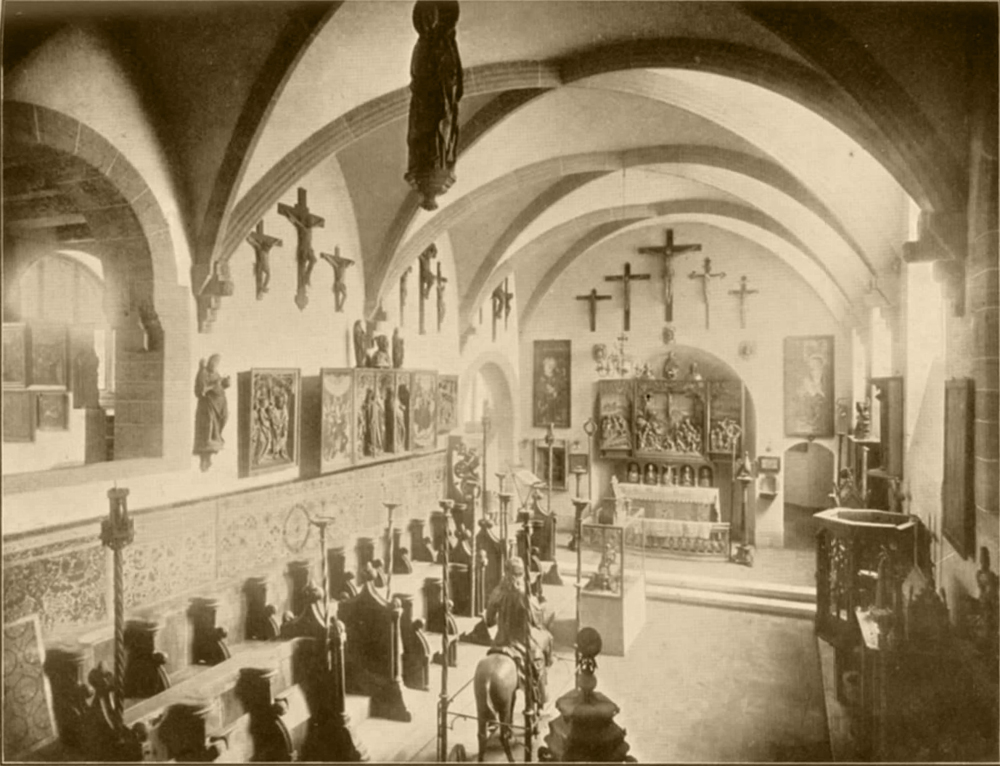
Les locaux précédents du musée en 1910.
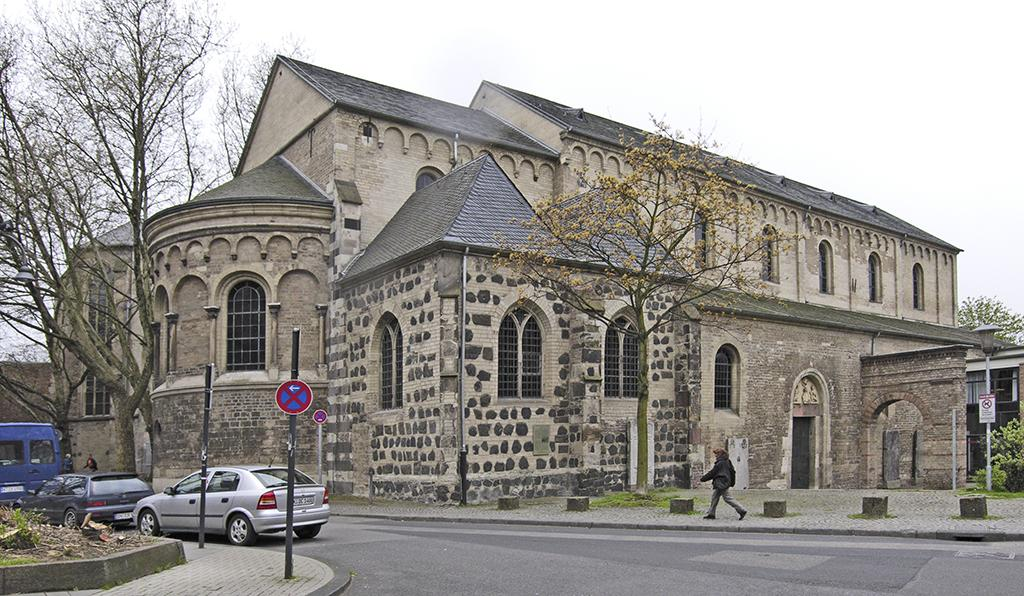
Extérieur du musée.

Alexander Schnütgen avait organisé des expositions de sa collection alors qu'elle était encore privée, et à partir des années 1970, le musée (utilisant des espaces d'exposition supplémentaires) a organisé une série d'expositions marquantes de l'art médiéval :
- Rhein und Maas (1972, art mosan)
- Monumenta Annonis - Köln und Siegburg. Weltbild und Kunst im hohen Mittelalter (1975)
- Die Parler und der schöne Stil 1350–1400, Europäische Kunst unter den Luxemburgern (1978)
- Ornamenta Ecclesia - Kunst und Künstler der Romanik (1985, ferronnerie romane et autre art de l'église)
- Himmelslicht. Europäische Glasmalerei im Jahrhundert des Kölner Dombaus (1248–1349) (1998, vitrail).

Les énormes catalogues de ces expositions, dont certains comportent trois volumes, restent d'importants ouvrages de référence. Les catalogues de la collection permanente du musée sont publiés en plusieurs volumes. Une exposition itinérante en Amérique en 2000 a également produit un catalogue en anglais.